# La primera noche (película colombiana)
La Primera Noche es una película dramática colombiana dirigida por Luis Alberto Restrepo y protagonizada por Carolina Lizarazo, John Alex Toro, Hernán Méndez, Enrique Carriazo, Andrea Castaño y Julián Román. La película ganó 18 premios internacionales y fue la representante de Colombia para los Premios de la Academia en la categoría de Mejor Película de Lengua Extranjera en 2004. A pesar de que la película fue muy aclamada, después de ser lanzada en algunos festivales en todo Estados Unidos, nunca llegó a los grandes teatros. Después de tres años de presentación en salas, la película fue lanzada en DVD en los Estados Unidos el 30 de enero de 2007.

## Sinopsis
La primera noche cuenta la historia de un par de campesinos que han sido desplazados de su territorio, en el que han vivido su infancia y su juventud, y han sido brutalmente enviados a enfrentar las calles de una ciudad desconocida, enorme y despiadada. Los conflictos de este país condenan a Toño y Paulina, los protagonistas, al exilio. Cada uno de ellos se siente solo, incapaz de asumir el dolor del otro y mucho menos verse a sí mismos como parte de una pareja.

## Reparto
- Carolina Lizarazo
- John Alex Toro
- Hernán Méndez
- Enrique Carriazo
- Andrea Castaño
- Julián Román
- Ana María Sánchez
- Diego Vásquez